# Kenneth Carpenter
Kenneth Carpenter (född i Tokyo, Japan, 21 september 1949) är paleontolog vid Denver Museum of Natural History samt författare och medförfattare till flera böcker om dinosaurier och livsformer från Mesozoikum-eran. Hans huvudsakliga forskarintresse är bepansrade dinosaurier, såväl som tidiga kritaperiodens dinosaurier från Cedar Mountain Formation i östra Utah. Han forskning rör också dinosauriernas fortplantning. Han har även varit med och beskrivit flera dinosaurier, Gargoyleosaurus (1998), Animantarx (1999), Cedarosaurus (1999) Peloroplites (2008) m.fl.
Carpenter har varit intresserad av dinosaurier sedan han var 5 år, då han fick följa med sin mamma och se filmen Godzilla - monstret från havet. När han såg paleontologen i filmen (spelad av Takashi Shimura), fick han en ingivelse att han också skulle bli det. Carpenter har genom åren varit konsult och delaktig i flera TV-program och dokumentärfilmer, Dinosauriernas tid (1999), The Truth About Killer Dinosaurs (2005) och National Geographics 3D-film Seamonsters: Ett Förhistoriskt Äventyr (2007).